# Championnats de Pologne de tennis de table
Le championnat polonais de tennis de table est une compétition nationale annuelle de tennis de table visant à sélectionner le champion polonais dans les compétitions individuelles (simple masculin, simple féminin, double masculin, double féminin et jeu mixte) et est organisée sous l'égide de l'Association Polonaise de Tennis de Table.
La première édition de la compétition a eu lieu en 1933 à Lviv. Elle n'a pas été disputée entre 1939 et 1945 en raison de la Seconde Guerre mondiale.
Jusqu'à présent, le plus grand nombre de titres de champion chez les hommes a été remporté par Lucjan Błaszczyk (33 fois), tandis que chez les femmes, il a été remporté par Danuta Szmidt-Calińska (45 fois).

## Éditions
| No. | Edition | Ville       |
| --- | ------- | ----------- |
| 1.  | 1933    | Lwów        |
| 2.  | 1934    | Kraków      |
| 3.  | 1935    | Poznań      |
| 4.  | 1936    | Warszawa    |
| 5.  | 1937    | Tarnów      |
| 6.  | 1938    | Częstochowa |
| 7.  | 1939    | Lwów        |
| 8.  | 1940    | Non joué    |
| 9.  | 1941    | Non joué    |
| 10. | 1942    | Non joué    |
| 11. | 1943    | Non joué    |
| 12. | 1944    | Non joué    |
| 13. | 1945    | Non joué    |
| 14. | 1946    | Kraków      |
| 15. | 1947    | Katowice    |
| 16. | 1948    | Radom       |
| 17. | 1949    | Lublin      |
| 18. | 1950    | Częstochowa |
| 19. | 1951    | Lublin      |
| 20. | 1952    | Lublin      |
| 21. | 1953    | Kraków      |
| 22. | 1954    | Rzeszów     |
| 23. | 1955    | Łódź        |
| 24. | 1956    | Wrocław     |
| 25. | 1957    | Warszawa    |
| 26. | 1958    | Katowice    |
| 27. | 1959    | Poznań      |
| 28. | 1960    | Lublin      |
| 29. | 1961    | Toruń       |
| 30. | 1962    | Poznań      |
| 31. | 1963    | Białystok   |
| 32. | 1964    | Kraków      |
| 33. | 1965    | Gdynia      |
| 34. | 1966    | Łódź        |
| 35. | 1967    | Wrocław     |

| No. | Edition | Ville               |
| --- | ------- | ------------------- |
| 36. | 1968    | Lublin              |
| 37. | 1969    | Siemianowice        |
| 38. | 1970    | Gniezno             |
| 39. | 1971    | Warszawa            |
| 40. | 1972    | Pabianice           |
| 41. | 1973    | Rzeszów             |
| 42. | 1974    | Lublin              |
| 43. | 1975    | Gliwice             |
| 44. | 1976    | Lublin              |
| 45. | 1977    | Krosno              |
| 46. | 1978    | Stalowa Wola        |
| 47. | 1979    | Wrocław             |
| 48. | 1980    | Gdańsk              |
| 49. | 1981    | Zawiercie           |
| 50. | 1982    | Rzeszów             |
| 51. | 1983    | Kraków              |
| 52. | 1984    | Warszawa            |
| 53. | 1985    | Gorzów Wielkopolski |
| 54. | 1986    | Warszawa            |
| 55. | 1987    | Zawiercie           |
| 56. | 1988    | Gdańsk              |
| 57. | 1989    | Częstochowa         |
| 58. | 1990    | Jastrzębie-Zdrój    |
| 59. | 1991    | Olkusz              |
| 60. | 1992    | Jastrzębie-Zdrój    |
| 61. | 1993    | Libiąż              |
| 62. | 1994    | Brzeg Dolny         |
| 63. | 1995    | Katowice            |
| 64. | 1996    | Brzeg Dolny         |
| 65. | 1997    | Kraków              |
| 66. | 1998    | Ostróda             |
| 67. | 1999    | Jastrzębie-Zdrój    |
| 68. | 2000    | Konin               |
| 69. | 2001    | Gdańsk              |
| 70. | 2002    | Gdańsk              |

| No. | Edition | Ville       |
| --- | ------- | ----------- |
| 71. | 2003    | Brzeg Dolny |
| 72. | 2004    | Kraków      |
| 73. | 2005    | Gdańsk      |
| 74. | 2006    | Zawiercie   |
| 75. | 2007    | Rzeszów     |
| 76. | 2008    | Białystok   |
| 77. | 2009    | Ostróda     |
| 78. | 2010    | Sosnowiec   |
| 79. | 2011    | Białystok   |
| 80. | 2012    | Wieliczka   |
| 81. | 2013    | Ostróda     |
| 82. | 2014    | Raszków     |
| 83. | 2015    | Wałbrzych   |
| 84. | 2016    | Wałbrzych   |
| 85. | 2017    | Częstochowa |
| 86. | 2018    | Raszków     |
| 87. | 2019    | Gliwice     |
| 88. | 2020    | Białystok   |
| 89. | 2021    | Arłamów     |
| 90. | 2022    | Częstochowa |
| 91. | 2023    | Płock       |
| 92. | 2024    | Gdańsk      |
| 93. | 2025    | Białystok   |

## Multi-médaillés
Liste des joueurs avec au moins 30 médailles.
| No. | Joueur                 | Période   | Or | Argent | Bronze | Total |
| --- | ---------------------- | --------- | -- | ------ | ------ | ----- |
| 1.  | Danuta Szmidt-Calińska | 1952–1977 | 45 | 14     | 8      | 67    |
| 2.  | Lucjan Błaszczyk       | 1991–2011 | 33 | 7      | 7      | 47    |
| 3.  | Czesława Noworyta      | 1960–1976 | 24 | 15     | 7      | 46    |
| 4.  | Janusz Kusiński        | 1954–1974 | 31 | 2      | 6      | 39    |
| 5.  | Leszek Kucharski       | 1976–1998 | 11 | 13     | 12     | 36    |
| 6.  | Andrzej Grubba         | 1977–1992 | 26 | 6      | 2      | 34    |
| 7.  | Jolanta Szatko-Nowak   | 1975–1996 | 15 | 6      | 10     | 31    |

### Plusieurs fois champions polonais en simple
Liste des joueurs avec au moins 5 titres
| Lp. | Joueur           | Période   | Nombre de titres |
| --- | ---------------- | --------- | ---------------- |
| 1.  | Andrzej Grubba   | 1979–1992 | 12               |
| 2.  | Lucjan Błaszczyk | 1993–2008 | 11               |
| 3.  | Witold Woźnica   | 1967–1973 | 6                |
| 4.  | Emil Schiff      | 1934–1939 | 5                |
| 4.  | Janusz Kusiński  | 1957–1966 | 5                |
| 4.  | Daniel Górak     | 2010–2017 | 5                |

## Palmarès
| Année | Simple messieurs                                                  | Simple dames                                    | Double messieurs                      | Double dames                                             | Double mixte                                    |
| ----- | ----------------------------------------------------------------- | ----------------------------------------------- | ------------------------------------- | -------------------------------------------------------- | ----------------------------------------------- |
| 1933  | Alojzy Ehrlich (Lwów)                                             | –                                               | —                                     | —                                                        | —                                               |
| 1934  | Emil Schiff (Tarnów)                                              | –                                               | —                                     | —                                                        | —                                               |
| 1935  | Emil Schiff (Tarnów)                                              | –                                               | —                                     | —                                                        | —                                               |
| 1936  | Emil Schiff (Tarnów)                                              | –                                               | —                                     | —                                                        | —                                               |
| 1937  | Stefan Finkelstein (Warszawa)                                     | Zofia Smętek (Warszawa)                         | —                                     | —                                                        | —                                               |
| 1938  | Emil Schiff (Tarnów)                                              | Sztokfisz (Warszawa)                            | —                                     | —                                                        | —                                               |
| 1939  | Emil Schiff (Tarnów)                                              | Sztokfisz (Warszawa)                            | —                                     | —                                                        | —                                               |
| 1946  | Władysław Gaj (Warszawa)                                          | Sztokfisz (Warszawa)                            | —                                     | —                                                        | —                                               |
| 1947  | Szymon Blonder (Kraków)                                           | Sztokfisz (Warszawa)                            | —                                     | —                                                        | —                                               |
| 1948  | Witold Kawczyk (Siemianowice)                                     | Maria Glasner (Wrocław)                         | —                                     | —                                                        | —                                               |
| 1949  | Władysław Gaj (Warszawa)                                          | Izabela Bojanowska (Poznań, Gdańsk)             | Herbert Widera Bernard Furman         | —                                                        | —                                               |
| 1950  | Tadeusz Patyński (Lublin)                                         | Izabela Bojanowska (Poznań, Gdańsk)             | Tadeusz Pęczkowski Władysław Gaj      | Amelia Klisz Maria Depta                                 | Władysław Gaj H. Orłowska                       |
| 1951  | Tadeusz Patyński (Lublin)                                         | Urszula Darówna (Otmuchów)                      | Sławomir Dębkowski Zdzisław Zawisza   | Irena Heinrich-Kwiatkowska H. Ciach                      | Jerzy Krzysik Irena Heinrich-Kwiatkowska        |
| 1952  | Władysław Gaj (Warszawa)                                          | Amalia Klisz (Świętochłowice)                   | Franciszek Dobosz Jan Zięba           | Danuta Szmidt-Calińska Barbara Guzik                     | Władysław Gaj Barbara Guzik                     |
| 1953  | Antoni Arbach (Wrocław)                                           | Danuta Szmidt-Calińska (Radom)                  | Franciszek Dobosz Jan Zięba           | Danuta Szmidt-Calińska Barbara Guzik                     | –                                               |
| 1954  | Stanisław Krygier (Łódź)                                          | Danuta Szmidt-Calińska (Radom)                  | Kazimierz Rogowicz Janusz Kusiński    | Irena Heinrich-Kwiatkowska Barbara Guzik                 | L Filipek Danuta Szmidt-Calińska                |
| 1955  | Augustyn Otremba (Kędzierzyn)                                     | Magdalena Skuratowicz (Gdańsk)                  | Kazimierz Rogowicz Zbigniew Caliński  | Irena Heinrich-Kwiatkowska Barbara Guzik                 | Stanisław Korus Barbara Ratzko                  |
| 1956  | Waldemar Roslan (Warszawa)                                        | Danuta Szmidt-Calińska (Radom)                  | Janusz Kusiński Zbigniew Caliński     | Danuta Szmidt-Calińska Sylwia Racięcka                   | Stanisław Krygier Irena Heinrich-Kwiatkowska    |
| 1957  | Janusz Kusiński (Warszawa)                                        | Barbara Ratzko (Kraków)                         | Janusz Kusiński Zbigniew Caliński     | Eliza Lida Barbara Ratzko                                | Janusz Kusiński Danuta Szmidt-Calińska          |
| 1958  | Zbigniew Caliński (Warszawa)                                      | Magdalena Kucharska (Gdańsk)                    | Janusz Kusiński Zbigniew Caliński     | Eliza Lida Barbara Ratzko                                | Janusz Kusiński Danuta Szmidt-Calińska          |
| 1959  | Zbigniew Caliński (Warszawa)                                      | Magdalena Kucharska (Gdańsk)                    | K. Adamczak Bogdan Szumski            | Eliza Lida Barbara Ratzko                                | Waldemar Roslan Magdalena Skuratowicz-Kucharska |
| 1960  | Janusz Kusiński (Spójnia Warszawa)                                | Danuta Szmidt-Calińska (Broń Radom)             | Janusz Kusiński Zbigniew Caliński     | Danuta Szmidt-Calińska Czesława Noworyta                 | Janusz Kusiński Danuta Szmidt-Calińska          |
| 1961  | Zbigniew Caliński (Spójnia Warszawa)                              | Czesława Noworyta (AZS Kraków)                  | Janusz Kusiński Zbigniew Caliński     | Danuta Szmidt-Calińska Czesława Noworyta                 | Janusz Kusiński Danuta Szmidt-Calińska          |
| 1962  | Janusz Kusiński (Spójnia Warszawa)                                | Danuta Szmidt-Calińska (Spójnia Warszawa)       | Janusz Kusiński Zbigniew Caliński     | Danuta Szmidt-Calińska Czesława Noworyta                 | Janusz Kusiński Danuta Szmidt-Calińska          |
| 1963  | Marek Grzanka (Pabianice)                                         | Czesława Noworyta (AZS Kraków, AZS Gliwice)     | Janusz Kusiński Zbigniew Caliński     | Danuta Szmidt-Calińska Czesława Noworyta                 | Janusz Kusiński Danuta Szmidt-Calińska          |
| 1964  | Janusz Kusiński (Spójnia Warszawa)                                | Czesława Noworyta (AZS Kraków, AZS Gliwice)     | Janusz Kusiński Zbigniew Caliński     | Danuta Szmidt-Calińska Czesława Noworyta                 | Janusz Kusiński Danuta Szmidt-Calińska          |
| 1965  | Roman Kowalski (Spójnia Warszawa)                                 | Czesława Noworyta (AZS Kraków, AZS Gliwice)     | Roman Kowalski Zbigniew Caliński      | Danuta Szmidt-Calińska Czesława Noworyta                 | Roman Kowalski Danuta Szmidt-Calińska           |
| 1966  | Janusz Kusiński (Spójnia Warszawa)                                | Danuta Szmidt-Calińska (Spójnia Warszawa)       | Janusz Kusiński Zbigniew Caliński     | Danuta Szmidt-Calińska Czesława Noworyta                 | Janusz Kusiński Danuta Szmidt-Calińska          |
| 1967  | Witold Woźnica (Siemianowiczanka Siemianowice)                    | Danuta Szmidt-Calińska (Spójnia Warszawa)       | Janusz Kusiński Zbigniew Caliński     | Danuta Szmidt-Calińska Czesława Noworyta                 | Janusz Kusiński Danuta Szmidt-Calińska          |
| 1968  | Andrzej Domicz (Włókniarz Łódź)                                   | Danuta Szmidt-Calińska (Spójnia Warszawa)       | Andrzej Domicz Witold Woźnica         | Danuta Szmidt-Calińska Czesława Noworyta                 | Janusz Kusiński Danuta Szmidt-Calińska          |
| 1969  | Witold Woźnica (Siemianowiczanka Siemianowice, Siarka Tarnobrzeg) | Danuta Szmidt-Calińska (Spójnia Warszawa)       | Janusz Kusiński Andrzej Baranowski    | Danuta Szmidt-Calińska Czesława Noworyta                 | Janusz Kusiński Danuta Szmidt-Calińska          |
| 1970  | Witold Woźnica (Siemianowiczanka Siemianowice, Siarka Tarnobrzeg) | Danuta Szmidt-Calińska (Spójnia Warszawa)       | Janusz Kusiński Andrzej Baranowski    | Danuta Szmidt-Calińska Czesława Noworyta                 | Janusz Kusiński Danuta Szmidt-Calińska          |
| 1971  | Witold Woźnica (Siemianowiczanka Siemianowice, Siarka Tarnobrzeg) | Mirosława Butrym (Włókniarz Łódź)               | Andrzej Domicz Witold Woźnica         | Danuta Szmidt-Calińska Czesława Noworyta                 | Jerzy Skublicki Czesława Noworyta               |
| 1972  | Witold Woźnica (Siemianowiczanka Siemianowice, Siarka Tarnobrzeg) | Czesława Noworyta (AZS Gliwice)                 | Ryszard Czochański Andrzej Baranowski | Danuta Szmidt-Calińska Czesława Noworyta                 | Andrzej Baranowski Ewa Olek-Poźniak             |
| 1973  | Witold Woźnica (Siemianowiczanka Siemianowice, Siarka Tarnobrzeg) | Czesława Noworyta (AZS Gliwice)                 | Witold Woźnica Andrzej Baranowski     | Danuta Szmidt-Calińska Czesława Noworyta                 | Janusz Kusiński Danuta Szmidt-Calińska          |
| 1974  | Zbigniew Frączyk (Włókniarz Łódź)                                 | Czesława Noworyta (AZS Gliwice)                 | Ryszard Czochański Andrzej Baranowski | Danuta Szmidt-Calińska Czesława Noworyta                 | Andrzej Baranowski Ewa Olek-Poźniak             |
| 1975  | Stanisław Frączyk (Włókniarz Łódź)                                | Danuta Szmidt-Calińska (Spójnia Warszawa)       | Zygmunt Zwierzyk Witold Janusz        | Danuta Szmidt-Calińska Czesława Noworyta                 | Ryszard Czochański Ewa Olek-Poźniak             |
| 1976  | Stanisław Frączyk (Włókniarz Łódź)                                | Ewa Olek-Poźniak (Siarka Tarnobrzeg)            | Stanisław Frączyk Witold Woźnica      | Ewa Olek-Poźniak Anna Nowacka                            | Ryszard Czochański Ewa Olek-Poźniak             |
| 1977  | Stanisław Frączyk (Włókniarz Łódź)                                | Jolanta Szatko (Banda Kraków)                   | Stanisław Frączyk Marek Skibiński     | Jolanta Szatko Weronika Sikora-Stelmach                  | Stanisław Frączyk Danuta Szmidt-Calińska        |
| 1978  | Andrzej Baranowski (GKS Jastrzębie-Zdrój)                         | Jolanta Szatko (Banda Kraków)                   | Leszek Kucharski Stefan Dryszel       | Jolanta Szatko Weronika Sikora-Stelmach                  | Leszek Kucharski Jolanta Szatko                 |
| 1979  | Andrzej Grubba (AZS Gdańsk)                                       | Anna Nowacka (Motor Lublin)                     | Leszek Kucharski Andrzej Grubba       | Jolanta Szatko Małgorzata Urbańska-Turalska              | Leszek Kucharski Jolanta Szatko                 |
| 1980  | Leszek Kucharski (AZS Gdańsk)                                     | Weronika Sikora-Stelmach (GKS Jastrzębie-Zdrój) | Leszek Kucharski Andrzej Grubba       | Jolanta Szatko Małgorzata Urbańska-Turalska              | Stefan Dryszel Małgorzata Urbańska-Turalska     |
| 1981  | Andrzej Grubba (AZS Gdańsk, TTC Grenzau)                          | Weronika Sikora-Stelmach (GKS Jastrzębie-Zdrój) | Leszek Kucharski Andrzej Grubba       | Ewa Olek-Poźniak Weronika Sikora-Stelmach                | Stefan Dryszel Małgorzata Urbańska-Turalska     |
| 1982  | Andrzej Grubba (AZS Gdańsk, TTC Grenzau)                          | Ewa Olek-Poźniak (Siarka Tarnobrzeg)            | Stefan Dryszel Andrzej Jakubowicz     | Ewa Olek-Poźniak Małgorzata Urbańska-Turalska            | Andrzej Grubba Ewa Olek-Poźniak                 |
| 1983  | Andrzej Grubba (AZS Gdańsk, TTC Grenzau)                          | Małgorzata Urbańska (Włókniarz Łódź)            | Andrzej Grubba Tadeusz Klimkowski     | Ewa Brzezińska-Janik Elżbieta Gracek                     | Stefan Dryszel Jolanta Szatko                   |
| 1984  | Andrzej Grubba (AZS Gdańsk, TTC Grenzau)                          | Katarzyna Calińska (Spójnia Warszawa)           | Andrzej Grubba Leszek Kucharski       | Ewa Brzezińska-Janik Elżbieta Gracek                     | Piotr Molenda Ewa Olek-Poźniak                  |
| 1985  | Andrzej Grubba (AZS Gdańsk, TTC Grenzau)                          | Jolanta Szatko-Nowak (Banda Kraków)             | Stefan Dryszel Piotr Molenda          | Katarzyna Calińska-Tomaszewska Weronika Sikora-Stelmach  | Andrzej Grubba Jolanta Szatko-Nowak             |
| 1986  | Andrzej Grubba (AZS Gdańsk, TTC Grenzau)                          | Jadwiga Kawałek (Włókniarz Łódź)                | Andrzej Grubba Andrzej Jakubowicz     | Katarzyna Calińska-Tomaszewska Dorota Djaczyńska-Nowacka | Andrzej Grubba Jolanta Szatko-Nowak             |
| 1987  | Leszek Kucharski (AZS Gdańsk)                                     | Jolanta Szatko-Nowak (Banda Kraków)             | Norbert Mnich Mirosław Pierończyk     | Katarzyna Calińska-Tomaszewska Ewa Brzezińska-Janik      | Andrzej Grubba Jolanta Szatko-Nowak             |
| 1988  | Andrzej Grubba (Zugbrücke Grenzau)                                | Katarzyna Calińska-Tomaszewska (Włókniarz Łódź) | Andrzej Grubba Leszek Kucharski       | Dorota Djaczyńska-Nowacka Jadwiga Kawałek-Szymanelis     | Andrzej Grubba Jadwiga Kawałek-Szymanelis       |
| 1989  | Andrzej Grubba (Zugbrücke Grenzau)                                | Elżbieta Gracek (AZS Wrocław)                   | Andrzej Grubba Zbigniew Mojski        | Ewa Brzezińska-Janik Jadwiga Kawałek-Szymanelis          | Leszek Kucharski Dorota Bilska-Borkowska        |
| 1990  | Andrzej Grubba (Zugbrücke Grenzau)                                | Elżbieta Gracek (AZS Wrocław)                   | Andrzej Grubba Zbigniew Mojski        | Dorota Bilska-Borkowska Elżbieta Gracek                  | Piotr Skierski Dorota Djaczyńska-Nowacka        |
| 1991  | Andrzej Grubba (Zugbrücke Grenzau)                                | Agnieszka Gieraga (Włókniarz Łódź)              | Piotr Skierski Leszek Błaszczyk       | Alina Bogdaniuk Edyta Bednarska-Walawender               | Piotr Szafranek Anna Januszyk                   |
| 1992  | Andrzej Grubba (Zugbrücke Grenzau)                                | Dorota Djaczyńska-Nowacka (Stal Zawadzkie)      | Piotr Napiórkowski Zbigniew Mojski    | Anna Januszyk Alina Mikijaniec                           | Piotr Skierski Dorota Djaczyńska-Nowacka        |
| 1993  | Lucjan Błaszczyk (Zapłon Zielona Góra)                            | Anna Januszyk (Start Włocławek)                 | Piotr Skierski Leszek Błaszczyk       | Jolanta Szatko-Nowak Agnieszka Gieraga-Barczuk           | Lucjan Błaszczyk Jolanta Langosz-Pękała         |
| 1994  | Marcin Kusiński (Euromirex Radom)                                 | Anna Januszyk (Start Włocławek)                 | Piotr Skierski Leszek Błaszczyk       | Anna Januszyk Alina Mikijaniec                           | Piotr Szafranek Anna Januszyk                   |
| 1995  | Lucjan Błaszczyk (Staffel Limburg)                                | Alina Mikijaniec (AZS Bielsko-Biała)            | Piotr Skierski Leszek Błaszczyk       | Anna Januszyk Alina Mikijaniec                           | Lucjan Błaszczyk Jolanta Langosz                |
| 1996  | Lucjan Błaszczyk (Staffel Limburg)                                | Alina Mikijaniec (AZS Bielsko-Biała)            | Piotr Skierski Piotr Szafranek        | Anna Januszyk Alina Mikijaniec                           | Lucjan Błaszczyk Jolanta Langosz                |
| 1997  | Tomasz Krzeszewski (Warrior Ostróda)                              | Wanda Lityńska-Sydorenko (Wanda Nowa Huta)      | Tomasz Krzeszewski Piotr Szafranek    | Dorota Djaczyńska-Nowacka Jolanta Langosz-Pękała         | Piotr Skierski Dorota Djaczyńska-Nowacka        |
| 1998  | Lucjan Błaszczyk (Zugbrücke Grenzau)                              | Joanna Narkiewicz (AZS Częstochowa)             | Lucjan Błaszczyk Tomasz Krzeszewski   | Joanna Narkiewicz Jolanta Langosz-Pękała                 | Lucjan Błaszczyk Jolanta Langosz-Pękała         |
| 1999  | Lucjan Błaszczyk (Zugbrücke Grenzau)                              | Wanda Lityńska-Sydorenko (Siarka Tarnobrzeg)    | Lucjan Błaszczyk Tomasz Krzeszewski   | Wioletta Matus Agnieszka Gieraga-Barczuk                 | Michał Dziubański Kinga Stefańska               |
| 2000  | Lucjan Błaszczyk (Zugbrücke Grenzau)                              | Kinga Stefańska (ASTS Tarnobrzeg)               | Lucjan Błaszczyk Tomasz Krzeszewski   | Alina Mikijaniec Anna Januszyk                           | Lucjan Błaszczyk Jolanta Langosz-Pękała         |
| 2001  | Lucjan Błaszczyk (Zugbrücke Grenzau)                              | Anna Januszyk (AZS Wrocław)                     | Lucjan Błaszczyk Tomasz Krzeszewski   | Anna Januszyk Wioletta Matus                             | Lucjan Błaszczyk Patrycja Molik                 |
| 2002  | Marcin Kusiński (Kormoran Ostróda)                                | Kinga Stefańska (ASTS Tarnobrzeg)               | Lucjan Błaszczyk Tomasz Krzeszewski   | Marta Piłka Magdalena Górowska                           | Michał Dziubański Wioletta Matus                |
| 2003  | Lucjan Błaszczyk (Zugbrücke Grenzau)                              | Patrycja Molik (Górnik Mysłowice)               | Lucjan Błaszczyk Tomasz Krzeszewski   | Katarzyna Gieryń Monika Pietkiewicz                      | Daniel Górak Magdalena Cichocka                 |
| 2004  | Tomasz Krzeszewski (SIG Julich/Hoengen Alsdorf)                   | Joanna Narkiewicz (AZS Częstochowa)             | Lucjan Błaszczyk Tomasz Krzeszewski   | Marta Piłka Magdalena Górowska                           | Lucjan Błaszczyk Anna Janta-Lipińska            |
| 2005  | Lucjan Błaszczyk (Zugbrücke Grenzau)                              | Xu Jie (AZS Częstochowa)                        | Wang Zengyi Lucjan Błaszczyk          | Daria Łuczakowska Anna Smykowska                         | Wang Zengyi Xu Jie                              |
| 2006  | Jakub Kosowski (Post SV Hagen)                                    | Xu Jie (AZS Częstochowa)                        | Szymon Malicki Lucjan Błaszczyk       | Xu Jie Kinga Stefańska                                   | Jakub Kosowski Xu Jie                           |
| 2007  | Lucjan Błaszczyk (Zugbrücke Grenzau)                              | Xu Jie (AZS Częstochowa)                        | Marcin Kusiński Bartosz Such          | Xu Jie Monika Pietkiewicz                                | Daniel Górak Magdalena Cichocka                 |
| 2008  | Lucjan Błaszczyk (Zugbrücke Grenzau)                              | Xu Jie (AZS Częstochowa)                        | Wang Zengyi Lucjan Błaszczyk          | Natalia Partyka Katarzyna Grzybowska                     | Daniel Górak Xu Jie                             |
| 2009  | Artur Daniel (Bogoria Grodzisk Mazowiecki)                        | Li Qian (Forbet Tarnobrzeg)                     | Wang Zengyi Lucjan Błaszczyk          | Natalia Partyka Xu Jie                                   | Filip Szymański Monika Pietkiewicz              |
| 2010  | Daniel Górak (Bogoria Grodzisk Mazowiecki)                        | Xu Jie (GLKS Nadarzyn)                          | Szymon Malicki Filip Szymański        | Agata Pastor Anna Janta-Lipińska                         | Daniel Górak Xu Jie                             |
| 2011  | Bartosz Such (Olimpia-Unia Grudziądz)                             | Li Qian (KTS Tarnobrzeg)                        | Jarosław Tomicki Tomasz Lewandowski   | Agata Pastor Anna Janta-Lipińska                         | Robert Floras Magdalena Szczerkowska            |
| 2012  | Wang Zengyi (Bogoria Grodzisk Maz.)                               | Li Qian (KTS Tarnobrzeg)                        | Jarosław Tomicki Tomasz Lewandowski   | Katarzyna Grzybowska Natalia Partyka                     | Jakub Kosowski Daria Łuczakowska                |
| 2013  | Daniel Górak (Bogoria Grodzisk Mazowiecki)                        | Antonina Szymańska (GLKS Nadarzyn)              | Daniel Górak Robert Floras            | Magdalena Szczerkowska Klaudia Kusińska                  | Robert Floras Magdalena Szczerkowska            |
| 2014  | Daniel Górak (Bogoria Grodzisk Mazowiecki)                        | Katarzyna Grzybowska (MKSTS Polkowice)          | Jakub Dyjas Konrad Kulpa              | Katarzyna Grzybowska Natalia Partyka                     | Jakub Perek Magdalena Sikorska                  |
| 2015  | Daniel Górak (Bogoria Grodzisk Mazowiecki)                        | Katarzyna Grzybowska (SKTS Sochaczew)           | Michał Dąbrowski Szymon Malicki       | Kinga Stefańska Roksana Załomska                         | Paweł Fertikowski Katarzyna Grzybowska          |
| 2016  | Tomasz Lewandowski (AZS Rzeszów)                                  | Li Qian (KTS Tarnobrzeg)                        | Daniel Górak Jakub Dyjas              | Natalia Partyka Katarzyna Grzybowska                     | Konrad Kulpa Natalia Bajor                      |
| 2017  | Daniel Górak (Bogoria Grodzisk Mazowiecki)                        | Li Qian (KTS Tarnobrzeg)                        | Daniel Górak Jakub Dyjas              | Natalia Partyka Katarzyna Grzybowska                     | Patryk Zatówka Julia Ślązak                     |
| 2018  | Jakub Dyjas (KTS Toruń)                                           | Natalia Bajor (AZS UE Wrocław)                  | Tomasz Lewandowski Jakub Perek        | Natalia Partyka Katarzyna Grzybowska-Franc               | Patryk Zatówka Julia Ślązak                     |
| 2019  | Patryk Chojnowski (AZS Gdańsk)                                    | Natalia Bajor (AZS UE Wrocław)                  | Konrad Kulpa Tomasz Kotowski          | Natalia Partyka Natalia Bajor                            | Samuel Kulczycki Katarzyna Węgrzyn              |
| 2020  | Jakub Dyjas (KTS Toruń) (2)                                       | Natalia Bajor (AZS UE Wrocław)                  | Konrad Kulpa Tomasz Kotowski          | Natalia Bajor Kinga Stefańska                            | Samuel Kulczycki Katarzyna Węgrzyn              |
| 2021  | Samuel Kulczycki (Dekorglass Działdowo)                           | Natalia Bajor (AZS UE Wrocław)                  | Robert Floras Daniel Bąk              | Natalia Bajor Katarzyna Grzybowska-Franc                 | Samuel Kulczycki Katarzyna Węgrzyn              |
| 2022  | Jakub Dyjas (Dekorglass Działdowo) (3)                            | Katarzyna Węgrzyn (KU AZS UE Wrocław)           | Konrad Kulpa Tomasz Kotowski          | Anna Węgrzyn Katarzyna Węgrzyn                           | Maciej Kubik Katarzyna Węgrzyn                  |
| 2023  | Jakub Dyjas (Dekorglass Działdowo) (4)                            | Katarzyna Węgrzyn (KU AZS UE Wrocław)           | Jakub Dyjas Patryk Lewandowski        | Anna Węgrzyn Katarzyna Węgrzyn                           | Tomasz Kotowski Zuzanna Wielgos                 |
| 2024  | Samuel Kulczycki (Dekorglass Działdowo) (2)                       | Katarzyna Węgrzyn (KS AZS Wrocław)              | Maciej Kubik Samuel Kulczycki         | Agata Zakrzewska Martyna Lis                             | Marek Badowski Natalia Bajor                    |
| 2025  | Miłosz Redzimski (Bogoria Grodzisk Maz.)                          | Natalia Bajor (KTS Tarnobrzeg) (5)              | Patryk Dziuba Kamil Nalepa            | Natalia Bajor Zuzanna Wielgos                            | Marek Badowski Natalia Bajor                    |